# Bernard Ashley
Bernard John Ashley (* 2. April 1935 in London) ist ein britischer Schriftsteller. Sein Erstlingswerk, The Trouble with Donovan Croft, erschien 1974. Mit ihm gewann er 1975 den „Other Award“, eine Alternative des Children’s Rights Workshops zur Carnegie Medal. Neben einigen non-fiktionalen Büchern hat er über 20 Kinderbücher verfasst – überwiegend für jüngere Jugendliche. Er war 30 Jahre als Schulleiter an verschiedenen Schulen Londons tätig, bevor er sich ganz dem Schreiben widmete. Ihm wurden zwei Ehrendoktortitel verliehen.

## Leben
Ashley wurde im Südlondoner Stadtteil Woolwich geboren. Nach seinem Militärdienst bei der Royal Air Force studierte er am Trent Park College of Education Lehramt und wurde Lehrer. Er arbeitete 30 Jahre als Schulleiter. Seine letzten Schulen lagen im Süden und Osten Londons. Die Erfahrung als Lehrer half ihm bei vielen seiner Bücher und Geschichten.
Seit einigen Jahren arbeitet er ausschließlich als Autor. Seine Kinderbücher präsentieren häufig einen düsteren Realismus, mit dem sich Kinder identifizieren können. Dieser Realismus bietet einen Kontext für Empathie und Mitgefühl mit dem Underdog der Geschichte und dem Wunsch der jungen Leser nach Anstand, Gerechtigkeit und Moral.
Ashley ist verheiratet mit Iris Ashley, einer ehemaligen Londoner Schulleiterin. Gemeinsam haben sie drei Söhne und vier Enkel.

## Werke

### Bühnenstücke
Die folgenden Bühnenstücke hat Bernard Ashley geschrieben:
- The Old Woman Who Lived in A Cola Can, Edinburgh Festival und Tournee
- The Secret of Theodore Brown (Unicorn Theatre für Kinder im West End Londons)
- Little Soldier (veröffentlicht von Heinemann)

### TV-Produktionen
Bernard Ashley arbeitete als Schreiber oder Autor an unterschiedlichen Fernsehproduktionen mit:
- 1981: Break in the Sun, 6 Episoden
- 1986: Terry on the Fence, Film
- 1986: Running Scared, 6 Episoden
- 1989: The Country Boy, 6 Episoden
- 1991: Dodgem, 6 Episoden
- 1993–94: Three Seven Eleven

## Auszeichnungen
- 1975: „The Other Award“, eine alternative Carnegie Medaille für The Trouble with Donovan Croft,[5][6]
- 1978: Shortlist Carnegie Medal und Empfehlung für A Kind of Wild Justice[7][Anm. 1]
- 1986: Shortlist „Carnegie Medal“ und Empfehlung für Running Scared[7][Anm. 1]
- 1993: Royal Television Society Award für das beste Unterhaltungsprogramm für das TV-Drama Dodgem, welches auf einer eigenen Novelle basiert
- 1999: Shortlist „Carnegie Medal“ für Little Soldier[8]
- 2000: Shortlist Guardian Children’s Fiction Prize für Little Soldier[9][8]
- 2002: Longlist „Guardian Children’s Fiction Prize“ für Revenge House[10]
- 2009: Longlist Booktrust Teenage Prize für Solitaire[11]
- 2015: Shortlist Little Rebels Award für Nadine Dreams of Home[12][13]

- Ehrendoktorwürde in Erziehungswissenschaften der University of Greenwich[2]
- Ehrendoktorwürde in Literaturwissenschaften der University of Leicester[2]